# Фостиков, Пётр Павлович
Пётр Па́влович Фо́стиков (5 (17) октября 1866 — не ранее 1918) — русский офицер, полковник (1914), генерал-майор (1917), Георгиевский кавалер. Герой Первой мировой войны.

## Биография
По происхождению — из дворян Харьковской губернии. Православного вероисповедания.
Среднее образование получил в Сумско́м реальном училище (окончил полный курс).
В июне 1887 года, в Харькове, вступил в военную службу вольноопределяющимся 2-го разряда в 121-й пехотный Пензенский полк и был командирован на Военно-училищные курсы при Московском пехотном юнкерском училище, по окончании которых (по 1-му разряду) в августе 1889 года был произведен в подпоручики, с переводом в 10-й стрелковый полк, расквартированный в Ладыжине, Подольской губернии.
Был переведен в 3-й Финляндский стрелковый полк, расквартированный в Нюландской губернии Финляндии. В апреле 1893 года произведен в поручики, в апреле 1899 года — в штабс-капитаны. 
В марте 1902 года переведен в 7-й Финляндский стрелковый полк, расквартированный в Выборге, и в мае того же года произведен в капитаны. Командовал ротой в общей сложности 7 лет. Окончил курс Офицерской стрелковой школы с оценкой «успешно».
В феврале 1909 года был произведен в подполковники, с переводом в 47-й пехотный Украинский полк, расквартированный в Каменец-Подольском. В декабре того же года был  назначен командиром 1-го батальона полка; в мае 1914 года произведен в полковники. На 1914–1916 годы — был вдов, детей не имел.
Участник Первой мировой войны с июля 1914 года в составе своего полка. Участник Галицийской битвы и последующего наступления в Карпатах; временно командовал 258-м пехотным Кишинёвским полком 65-й пехотной дивизии. В феврале 1915 года был назначен командиром 260-го пехотного Брацлавского полка той же 65-й пехотной дивизии.
20 апреля 1915 года, в Карпатах, был тяжело ранен, эвакуирован на лечение в Москву.
В августе 1915 года, за ранами (по ранению), отчислен от занимаемой должности командира полка, с назначением в резерв чинов при штабе Двинского военного округа. В ноябре 1915 года был переведен в резерв чинов при штабе Киевского военного округа.
В феврале 1916 года был назначен командиром недавно сформированного 505-го пехотного Староконстантиновского полка 127-й пехотной дивизии 5-го Кавказского армейского корпуса, отправленного в апреле 1916 года из Одессы на Кавказский фронт.
В ноябре 1917 года полковник Фостиков был произведен в генерал-майоры.
После октябрьской (1917 года) революции в Петрограде и упразднения «старой» Русской армии, к апрелю 1918 года генерал Фостиков в составе войск 5-го Кавказского армейского корпуса добрался через Севастополь в Екатеринослав, где украинизированный кадр прибывших полков был включён в состав  8-го корпуса армии Украинской державы.
В 1918 году Фостиков служил в украинской армии Гетмана Скоропадского в чине генерального хорунжего и в должности командира 49-го (37-го) пехотного Бирючского полка, затем, с 30.09.1918, — в должности помощника командира 10-й пехотной дивизии в Прилуках.
Дальнейшая его судьба не известна.

## Награды
- Медаль «В память царствования императора Александра III» (1896)
- Орден Святого Станислава 3-й степени (ВП от 01.06.1902)
- Орден Святой Анны 3-й степени (ВП от 06.12.1906)
- Орден Святого Станислава 2-й степени (17.11.1909; ВП от 31.12.1909)
- Орден Святой Анны 2-й степени (06.12.1912; ВП от 21.03.1913)
- Медаль «В память 300-летия царствования Дома Романовых» (1913)
- Орден Святого Владимира 4-й степени с мечами и бантом (ВП от 02.02.1915)
- Орден Святого Георгия 4-й степени (ВП от 13.03.1915), — …за то, что проявил необычайное мужество и распорядительность, руководя лично обороной высоты 992 у Козювка 25-го января 1915 года, когда германцы в превосходных силах повели густыми шеренгами стремительные атаки; под сильным огнем отбил в течение дня 22 атаки, переходя несколько раз в контратаку и, несмотря на необычайное упорство врага, удержал эту важную для нас высоту, отбросил противника с гор с громадными для него потерями, таким образом остановил дальнейшее наступление германцев в Карпатских горах.[14]
- Орден Святого Владимира 3-й степени с мечами (ВП от 14.05.1915)
- Георгиевское оружие (18.04.1915; утв. ВП от 10.11.1915), — …за то, что в бою 13-го октября 1914 года у с. Тысовице, временно командуя 258-м пехотным Кишиневским полком, несмотря на сильный пулеметный огонь противника, атаковал хребет Верх-Оровы и к 5 час. дня взял эту укрепленную позицию, что позволило успешно продвинуться остальным частям отряда.[15]
  - мечи к имеющемуся ордену Святой Анны 2-й степени (1915; ВП от 03.10.1916)